# Relações entre Reino Unido e Rússia
As relações entre Reino Unido e Rússia são as relações diplomáticas estabelecidas entre o Reino Unido da Grã-Bretanha e Irlanda do Norte e a Federação Russa. Cobrindo mais de cinco séculos, as relações entre os dois países têm variado de estado de aliança à rivalidade ou até mesmo conflitos. Russos e britânicos foram aliados contra o Império Napoleônico e rivais na Guerra da Crimeia e no Grande Jogo pelo controle da Ásia Central no final do século XIX. Foram aliados novamente durante as Grandes Guerras, ainda que as relações tenham sido fragmentadas por conta da Revolução Russa de 1917, e voltaram a rivalizar durante a Guerra Fria (1947 - 1991). Grandes corporações russas tiveram fortes conexões com a Cidade de Londres e companhias britânicas no fim da década de 1990.
Contudo, as relações tornaram-se delicadas em 2014. O governo britânico tomou a frente, juntamente com França e Alemanha, para impor sanções contra a Rússia por conta do que o Primeiro-ministro David Cameron classificou como "Anexação da Crimeia" e também pelo apoio russo aos grupos separatistas na Ucrânia. Sanções adicionais foram impostas após a destruição do Voo Malaysia Airlines 17 em território rebelde. A Rússia respondeu com ameaças de remontar a Guerra Fria e cortou parcialmente o comércio com a União Europeia.

## Antecedentes

### Inglaterra e Czarado da Rússia

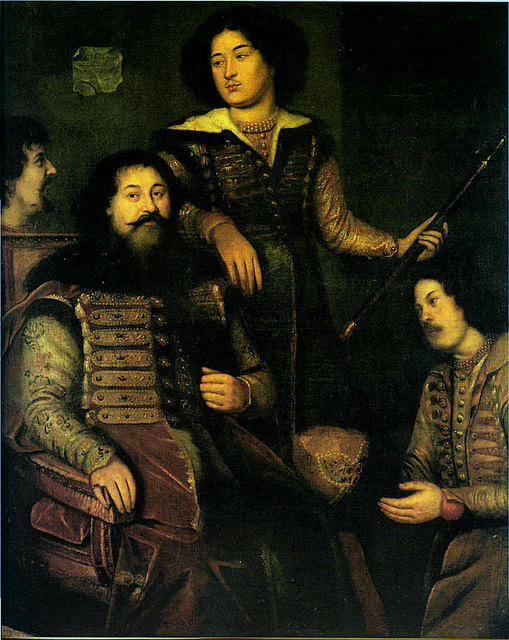
Embaixadores russos em Londres, 1662.

O Reino de Inglaterra e o Czarado da Rússia estabeleceram relações em 1553, quando o navegador inglês Richard Chancellor aportou em Arkhangelsk - à época em que Maria I reinava sobre os ingleses e Ivan, o Terrível reinava sobre os russos. Chancellor retornou à Inglaterra e foi enviado novamente à Rússia em 155, o mesmo ano em que a Companhia de Moscóvia foi estabelecida. A Companhia de Moscóvia deteve o monopólio do comércio entre os dois reinos até 1698.
Em 1697, durante a chamada "Grande Embaixada", o czar Pedro, o Grande visitou a Inglaterra por três meses. O czar ampliou as relações com o país e obteve tecnologia de marinha e navegação.

### Reino Unido e Império Russo

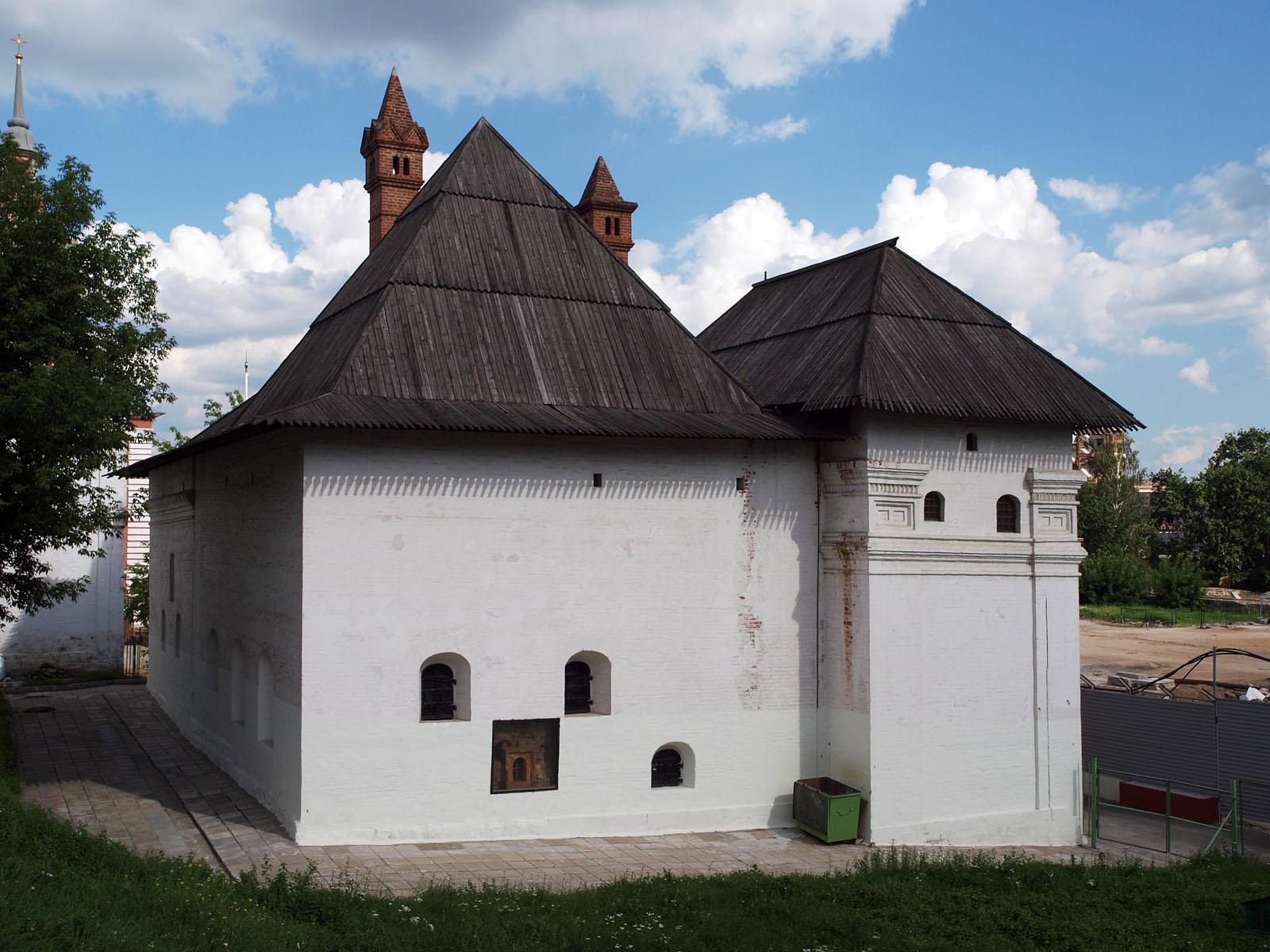
Antiga residência inglesa em Moscou, sede da Companhia de Moscóvia e residência dos embaixadores ingleses durante o século XVII.

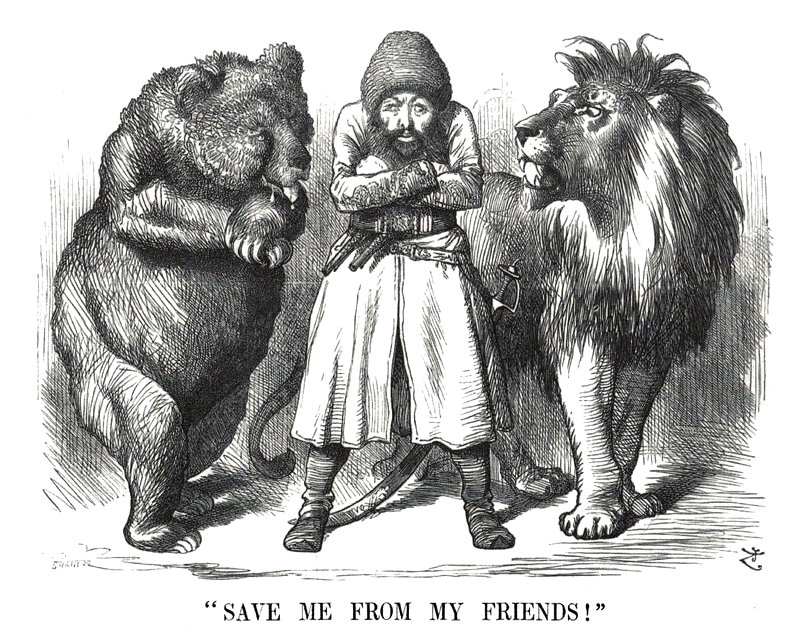
Rússia representada como um urso e Reino Unido como um leão observando um afegão durante o Grande Jogo.

O Reino da Grã-Bretanha (1707 - 1800) e posteriormente o Reino Unido da Grã-Bretanha e Irlanda (1800 - 1922) ampliou os laços diplomáticos com o Império Russo (1721 - 1917), após auto-declaração de Pedro I como imperador. Desde a década de 1720, Pedro convidara engenheiros britânicos à construção da cidade de São Petersburgo, levando ao crescimento de uma comunidade mercantil anglo-russa de 1730 até 1921. Durante uma série de conflitos armados na Europa durante o século XVIII, os dois impérios foram ora aliados, ora rivais. Permaneceram lado a lado durante a Guerra de Sucessão Austríaca (1740), porém em lados opostos na Guerra dos Sete Anos (1756).
O estopim da Revolução Francesa e seus subsequentes conflitos uniu temporariamente o Reino Unido constitucionalista e a Rússia autocrática em uma aliança ideológica contra o republicanismo francês. Os dois países tentaram paralisar o movimento político francês, mas a falha na invasão conjunta dos Países Baixos em 1799 precipitou uma mudança de estratégias.
Os britânicos ocuparam Malta, sendo que o Imperador Paulo I era Grão-Mestre da Ordem dos Hospitalários. Como consequência, foi elaborada a "Marcha Indiana de Paulo", um plano de invasão às províncias da Índia Britânica que nunca foi executado.
Os dois impérios enfrentaram-se durante a Guerra Anglo-Russa, de 1807 a 1812, após a qual tornaram-se aliados contra Napoleão Bonaparte durante as Guerras Napoleônicas.
A Questão Oriental e o fim do Império Otomano tornaram-se de interesse para ambos os países, e ambos intervieram na Independência da Grécia, forçando eventualmente a assinatura de um tratado de paz entre os beligerantes.
As questões acerca dos otomanos não foram solucionadas, contudo, e culminaram na Guerra da Crimeia, disputada pelo Reino Unido, França e pelos Otomanos contra o Império Russo.
A rivalidade entre os dois países desenvolveu-se ainda mais na Ásia Central no Grande Jogo do final do século XIX, uma vez que a Rússia desejava os portos de águas quentes no Oceano Índico enquanto o Reino Unido tentava impedir as tropas russas de controlar uma rota de acesso ao território indiano. O Incidente Panjdeh causou severas chances de guerra em 1885. No entanto, ambos os impérios vieram a cooperar na Ásia durante a Guerra dos Boxers.

## Século XXI

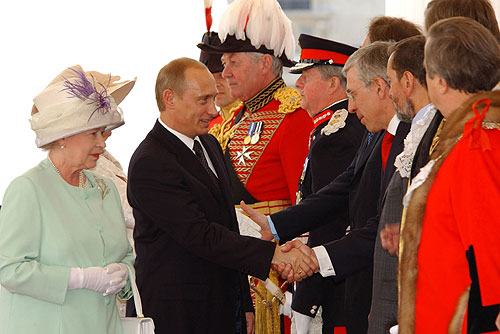
Vladimir Putin e Isabel II durante uma visita de Estado do presidente russo, em 2003.

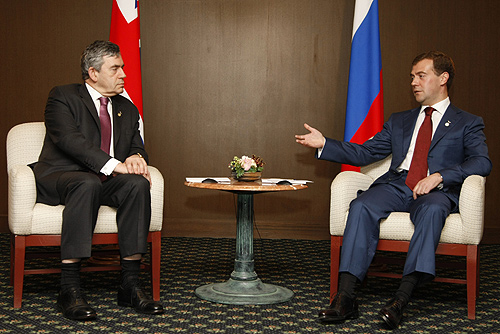
Gordon Brown (esquerda) e Dmitry Medvedev (direita) reúnem-se durante a 34.ª cúpula do G8, 2008.

Após o colapso da União Soviética, as relações entre o Reino Unido e a Federação Russa foram inicialmente reaquecidas. No século XXI, contudo, enquanto o comércio e as relações humanas proliferavam, os laços diplomáticas sofriam devido às alegações de espionagem e disputas de extradição; causando tensões políticas entre Londres e Moscou.
Um livro russo de 1997, intitulado Foundations of Geopolitics, tornou-se uma das publicações mais influentes sobre militarismo, política e estadismo russo. O livro defende que a Rússia deve isolar politicamente o Reino Unido do restante da Europa continental.
Em 2003, a Rússia solicitou a extradição de Boris Berezovsky e do separatista checheno Akhmed Zakayev, porém o Reino Unido negou, concedendo abrigo político a ambos os procurados.
No início de 2006, a Rússia acusou diplomatas britânicos de espionagem. Juntamente com a acusação de diplomatas britânicos espionando o governo russo com o auxílio de equipamentos de última tecnologia, a Rússia alegou que agentes do serviço secreto britânico estariam sondando organizações não-governamentais russas.
No final de 2006, o ex-oficial da KGB Alexander Litvinenko foi assassinado em Londres por envenenamento. O governo britânico solicitou a extradição de Andrei Lugovoy para responder às investigações sobre a morte de Litvinenko; o governo russo recusou, afirmando que sua Constituição não permite a extradição de seus cidadãos a países estrangeiros. O Reino Unido, então, expulsou quatro diplomatas russos, logo após a expulsão de quatro diplomatas britânicos pelo governo russo. As tensões acerca do assunto permaneceram até meados de 2008.
Em julho de 2007, o Crown Prosecution Service anunciou que Boris Berezovsky não sofreria penas por suas declarações acerca de revolução na Rússia ao jornal The Guardian. Representantes do Kremlin classificaram o momento como "perturbador" nas relações entre os países.  Berezovsky ainda era procurado pela polícia russa quando da sua morte em 23 de março de 2013, acusado de lavagem de dinheiro e desvio de fundos. Em novembro do mesmo ano, um relatório do chefe de segurança do MI5, Jonathan Evans, afirmou que "desde o fim da Guerra Fria, não se via um declínio tão grande no número de oficiais russos no Reino Unido".